# 히라야마 히로유키
히라야마 히로유키(Hiroyuki Hirayama, 1977년 10월 17일 ~ )는 일본의 영화배우이다.
미즈호시에서 태어났다.

## 방송
- 부장 카제하나 린코의 사랑
- 헤드헌터
- 이웃집 가족은 푸르게 보인다
- 무요안 은거수행
- 먼저 태어났을 뿐인 나

## 영화
- 유라리 (2017년) - 마사키 역
- 혼노지 (2017년)
- 평일 오후 3시의 연인 (2017년)
- 히간바나 ~경시청 수사 7과~ (2016년)
- S -최후의 경관- 탈환 (2015년)
- 의사들의 연애 사정 (2015년)
- 디어 시스터 (2014년)
- 주가폭락 (2014년)
- 퍼스트 클래스 (2014년)
- S -최후의 경관- (2014년)
- 천심 (2013년)
- 도시 전설의 여자 Part2 (2013년) - 토시야 역
- 흔들리는 소 (2013년)
- 핀녀의 메리크리스마스 (2012년)
- 종신검시관 극장판 (2012년)
- 우미자루 4 : 브레이브 하츠 (2012년) - 캡틴 역
- 플라티나 타운 (2012년)
- 도시 전설의 여자 (2012년) - 토시야 역
- 전개걸 (2011년) - 신도 쿄이치 역
- 조커 용서받지 못할 수사관 (2010년) - 쿠루스 준노스케 역
- 진 (2009년)
- 도쿄의 거짓말 (2007년)
- 도쿄 타워 (2007년)
- 출구없는 바다 (2006년)
- 절규 (2006년) - 사쿠라이 역
- 도발적 관계: 엠 (2006년)
- 워터스 (2006년) - 텟페이 역
- 기분 나쁜 유전자 (2005년) - 와카사 무네오 역
- 남자들의 야마토 (2005년)